# Gordonsville (Virgínia)
Gordonsville és una població dels Estats Units a l'estat de Virgínia. Segons el cens del 2000 tenia 1.498 habitants.

## Demografia
Segons el cens del 2000, Gordonsville tenia 1.498 habitants, 628 habitatges, i 401 famílies. La densitat de població era de 635,6 habitants per km².
Dels 628 habitatges en un 30,4% hi vivien nens de menys de 18 anys, en un 42% hi vivien parelles casades, en un 17,4% dones solteres, i en un 36,1% no eren unitats familiars. En el 32,2% dels habitatges hi vivien persones soles el 13,5% de les quals corresponia a persones de 65 anys o més que vivien soles. El nombre mitjà de persones vivint en cada habitatge era de 2,35 i el nombre mitjà de persones que vivien en cada família era de 2,95.
Per edats la població es repartia de la següent manera: un 23,9% tenia menys de 18 anys, un 9,2% entre 18 i 24, un 28,4% entre 25 i 44, un 23% de 45 a 60 i un 15,5% 65 anys o més.
L'edat mediana era de 38 anys. Per cada 100 dones de 18 o més anys hi havia 76,5 homes.
La renda mediana per habitatge era de 35.655 $ i la renda mediana per família de 40.268 $. Els homes tenien una renda mediana de 29.464 $ mentre que les dones 23.102 $. La renda per capita de la població era de 17.881 $. Entorn del 7,9% de les famílies i el 9,6% de la població estaven per davall del llindar de pobresa.

## Poblacions més properes
El següent diagrama mostra les poblacions més properes.